# Rashid Khan
Rashid Khan Arman (* 20. September 1998 in Nangarhar, Afghanistan) ist ein afghanischer Cricketspieler, der seit 2015 für die afghanische Nationalmannschaft spielt.

## Kindheit und Ausbildung
Geboren 1998 in Nangarah wuchs Kahn zusammen mit zehn Geschwistern auf. Seine Familie floh nach Beginn der US-Invasion im Jahr 2001 nach Pakistan, kehrte jedoch später nach Afghanistan zurück und zog nach Dschalalabad.

## Aktive Karriere

### Anfänge in der Nationalmannschaft
Khan gab sein Debüt in der Nationalmannschaft bei der Tour in Simbabwe im Oktober 2015, wo er sein erstes ODI und Twenty20 bestritt. Im Januar 2016 erreichte er in der ODI-Serie gegen Simbabwe drei wickets (3/46). Daraufhin erzielte er in der Qualifikation für den Asia Cup 2016 drei weitere Wickets (3/25) gegen die Vereinigten Arabischen Emirate. Dies reichte jedoch nicht für den Sieg und so verpasste das Team die Qualifikation für das Endturnier. Er fand seinen Weg in den Kader für den ICC World Twenty20 2016, wo er unter anderem gegen Simbabwe 3 Wickets für 11 Runs erreichte. Im Sommer reiste er mit dem Team nach Irland, wo ihm in der ODI-Serie im ersten Spiel drei (3/28) Wickets und im vierten Spiel neben vier Wickets (4/21) auch ein Fifty über 60* Runs als Schlagmann gelangen. Im September folgten drei weitere Wickets (3/35) in Bangladesch. Im weiteren Verlauf der Saison erreichte er in den Vereinigten Arabischen Emiraten drei Wickets (3/14) in den Twenty20s und wurde dafür ausgezeichnet. Im Februar gelangen ihm zwei Mal drei Wickets (3/25 und 3/29) in den ODIs in Simbabwe. Kurz darauf wurde er für die Indian Premier League 2017 wurde er für 4 Crore INR (ca. 550.000 €) von den Sunrisers Hyderabad und für die Caribbean Premier League 2017 für 60.000 US-Dollar von den Guyana Amazon Warriors ersteigert.
In der Folge traf er mit dem Nationalteam auf Irland. In der Twenty20-Serie wurde er nach 5 wickets für 3 Runs im zweiten und 3 wickets für 28 Runs im dritten Spiel als Spieler der Serie ausgezeichnet. In den ODIs konnte er neben 6 Wickets für 43 Runs auch zwei Mal vier Wickets (4/48 und 4/29) und ein Fifty über 56 Runs erreichen. In der Saison 2017 konnte er im ersten ODI in den West Indies 7 Wickets für 18 Runs, womit er zu dieser Zeit die viertbeste Bowling-Statistik in der ODI-Geschichte erzielte. Im zweiten Spiel der Serie konnte er dann noch ein Mal drei Wickets (3/26) erreichen. Im Dezember erreichte er ein weiteres Mal drei Wickets (3/28) gegen Irland. Gegen Simbabwe im Februar konnte er erst drei Wickets in den Twenty20s erzielen, bevor ihm in der ODI-Serie je ein Mal drei (3/13), vier (4/26) und fünf Wickets (5/24) gelang. Damit wurde er zum Spieler der Serie ausgezeichnet. Damit stieg er zusammen mit dem Inder Jasprit Bumrah an die Spitze der ODI-Bowler-Weltrangliste auf und eroberte den Spitzenplatz in der Twenty20-Bowler-Weltrangliste. Daran schloss sich der ICC Cricket World Cup Qualifier 2018 in Simbabwe an, bei dem ihm gegen den Gastgeber (3/38) und Irland (3/40) drei Wickets und gegen die Vereinigten Arabischen Emirate fünf Wickets (5/41) gelangen.

### Aufstieg zum wichtigsten Spieler Afghanistans
In der Saison 2018 erreichte er zunächst in der Twenty20-Serie gegen Bangladesch ein Mal drei (3/13) und ein Mal vier Wickets (4/12), wofür er als Spieler der Serie ausgezeichnet wurde. Daraufhin war er Teil des ersten Tests des afghanischen Teams in Indien und gab damit sein Debüt in diesem Format. Daraufhin reiste er mit dem Team nach Irland, wo er drei (3/35) und vier Wickets (4/17) in den Twenty20s erreichte und in den ODIs zwei Mal drei Wickets (3/37 und 3/18). Für letzte wurde er damit abermals als Spieler der Serie ausgezeichnet. Beim Asia Cup 2018 erzielte er gegen Bangladesch ein Fifty über 57* Runs, wofür er ausgezeichnet wurde, und bei der knappen Niederlage gegen Pakistan drei Wickets (3/46). Im Februar 2019 traf er mit dem Team auf Irland. In den Twenty20s gelangen ihm ein Mal vier (4/25) und ein Mal fünf Wickets (5/27), wobei ihm bei letzterem ein Hattrick gelang. In den ODIs konnte er im vierten Spiel ein Fifty über 52 Runs erreichen und wurde als Spieler des Spiels ausgezeichnet. Im Test folgte dann mit 5 Wickets für 82 Runs ein Five-for. Beim Cricket World Cup 2019 erreichte er zwei Wickets (2/17) gegen Sri Lanka und als beste Schlagleistung 35 Runs gegen Südafrika. Jedoch verlor Afghanistan alle Spiele bei dem Turnier, worauf Khan den bis dahin amtierenden Kapitän Asghar Afghan ersetzte.
Als solcher führte er das Team im September auf die Tour nach Bangladesch, wo er im Test neben einem Fifty (51 Runs) insgesamt elf Wickets (5/55 & 6/49) erreichte und als Spieler des Spiels ausgezeichnet wurde. Beim enttäuschend verlaufenden Test gegen die West Indies im November erreichte er drei Wickets (3/114). Im Dezember übernahm Afghan dann wieder die Kapitänsrolle von Khan. Bei der Big Bash League 2019/20 konnte er als Bowler herausragen, und erzielte unter anderem für die Adelaide Strikers ein Hattrick. Im März erzielte er gegen Irland drei Wickets in der Twenty20-Serie, wofür er als Spieler des Spiels ausgezeichnet wurde. Nach der Pause auf Grund der COVID-19-Pandemie absolvierte er eine ODI-Serie gegen Irland, bei dem ihm ein Fifty (55 Runs) im ersten Spiel und vier Wickets (4/29) im dritten gelang. Gegen Simbabwe konnte er dann im Test insgesamt 11 Wickets (4/138 & 7/137) und in den Twenty20s zwei Mal drei Wickets (3/28 und 3/30) erzielen.

### Beeinträchtigung durch Verletzungen
Im Juni 2021 wurde er zum Twenty20-Kapitän Afghanistans erklärt, trat jedoch kurz vor der Weltmeisterschaft zurück, da er mit der Kaderzusammenstellung nicht zufrieden war. Beim ICC Men’s T20 World Cup 2021 war seine beste Leistung 4 Wickets für 9 Runs gegen Schottland. In der verbliebenen Saison konnte er in den ODI-Serien gegen die Niederlande (3/31) und in Bangladesch (3/37) jeweils drei Wickets erzielen. In der Saison 2022 erreichte er in der ODI-Serie in Simbabwe drei Wickets (3/31). Ebenfalls drei Wickets (3/22) folgten beim Asia Cup 2022 gegen Bangladesch. Beim ICC Men’s T20 World Cup 2022 konnte er als beste Leistung zwei Wickets (2/31) als Bowler gegen Sri Lanka und 48* Runs als Batter gegen Australien erzielen. Nach dem Turnier erzielte er vier Wickets (4/37) in der ODI-Serie in Sri Lanka. Kurz darauf übernahm er vom zurücktretenden Mohammad Nabi die Kapitänsrolle für das Twenty20-Team. Nachdem im August 2021 die Taliban in Afghanistan die Macht übernommen hatten, hatte Australien weitere Touren gegen das Team und die geplante Begegnung im März 2023 abgesagt. In der Folge sorgte Khan für aufsehen al er drohte seine Teilnahme an der Big Bash League zurückzuziehen. Erst im August des Jahres zog er die Drohung wieder zurück. Im März 2023 stieg er erneut zum Besten Twenty20-Bowler in der Rangliste des Weltverbandes auf.
Im Mai 2023 verletzte er sich am Rücken und wurde in der Folge geschont. Beim Cricket World Cup 2023 erzielte er gegen England drei Wickets (3/37) und half dabei beim überraschenden Sieg gegen den Titelverteidiger. Kurz nach dem Turnier verletzte er sich erneut am Rücken und musste mehrere Monate aussetzen. Im März traf er mit dem Team auf Irland, wobei ihm in der Twenty20-Serie ein Mal drei (3/19) und ein Mal vier Wickets (4/14) gelangen.